# Eutrepsia striatus
Eutrepsia striatus är en fjärilsart som beskrevs av Druce 1885. Eutrepsia striatus ingår i släktet Eutrepsia och familjen mätare. Inga underarter finns listade i Catalogue of Life.